# L Brands
L Brands, Inc, tidigare The Limited, Inc. och Limited Brands, Inc. , är ett amerikanskt multinationellt klädföretag från Columbus, Ohio. Under 2018 hade man intäkter på mer än 13,2 miljarder dollar. Företaget kontrolleras av miljardären Les Wexner.

## Varumärken
Varumärken som ägs av Limited Brands:
- Victoria's Secret
- Pink (Victoria's Secret)
- Bath & Body Works
- Henri Bendel
- C. O. Bigelow
- The White Barn Candle Company
- La Senza

Varumärken som har tidigare har ägs av Limited Brands, men inte längre:
- Lane Bryant - såldes 2002 till Charming Shoppes.
- Abercrombie & Fitch - köptes upp av The Limited 1988 och börsnoterades (NYSE) in 1996.
- Lerner New York - såldes och blev New York and Company.
- The Limited Too
- Structure - blev Express Men, varumärket såldes senare till Sears.
- Aura Science - gick ihop med Victoria's Secret Beauty.
- Express Men - 15 maj 2007 sålde Limited Brands 75% av bolaget till Golden Gate Capital.[3]
- The Limited - 3 augusti 2007 överför Limited Brands 75% av ägandet till Limited chain för att köpa upp Sun Capital Partners Inc.